# Sambú
Sambú é um distrito da província de Emberá, Panamá. Possui uma área de 1.297,10 km² e uma população de 1.954 habitantes (censo 2000), perfazendo uma densidade demográfica de 1,51 hab./km². Sua capital é a cidade de Río Sábalo.